# The Addams Family (película de 2019)
The Addams Family (titulada: La familia Addams en España y Los locos Addams en Hispanoamérica) es una película de animación y comedia negra estadounidense animada por computadora en 3D. Estrenada en 2019, está dirigida por Conrad Vernon (que coprodujo con Alison O'Brien, Alex Schwartz y Gail Berman) y Greg Tiernan, escrita por Matt Lieberman y Pamela Pettler y se basa en los personajes creados por Charles Addams. La cinta es un reinicio de la película de 1991 del mismo nombre y presenta las voces de Oscar Isaac, Charlize Theron, Chloë Grace Moretz, Finn Wolfhard, Nick Kroll, Snoop Dogg, Bette Midler y Allison Janney. La película fue estrenada en cines en los Estados Unidos por United Artists Releasing y Universal Pictures internacionalmente el 11 de octubre de 2019. La película recibió críticas mixtas de los críticos, con un bajo 42% en Rotten Tomatoes, y ha recaudado $200.2 millones de dólares contra un presupuesto de $24 millones.
El 1 de octubre de 2021 se estrenó la secuela, The Addams Family 2, con Vernon y Tiernan volviendo a dirigir.

## Argumento
Gomez (Homero en Hispanoamérica) y Morticia Addams son expulsados con el resto del clan Addams durante su ceremonia de boda por una multitud enojada que desaprueba su naturaleza macabra. La abuela le otorga tiempo Fester (Fétido en España/Lucas en Hispanoamérica) para evacuar a Gomez, Morticia y Thing (Cosa en España/Dedos en Hispanoamérica), una mano viviente. Gomez y Morticia deciden mudarse de Nueva York a Nueva Jersey, un lugar en el que "nadie sería atrapado muerto". Allí, Gomez, Morticia y Thing encuentran su hogar "perfecto" en un manicomio abandonado en una colina. Se encuentran con Lurch, un paciente mental fugitivo a quien golpearon cuando Thing estaba distraído conduciendo el automóvil, e inmediatamente lo reclutaron como mayordomo.
Trece años después, la familia Addams continúa viviendo sus sombrías vidas en forma aislada del mundo exterior. Gomez prepara a su hijo Pugsley (Pericles en Hispanoamérica) para su próximo Mazurca, un rito de iniciación que cada miembro de la familia Addams toma. Morticia lucha para evitar que su hija, Wednesday (Miércoles en España/Merlina en Hispanoamérica), quiera experimentar el mundo fuera de la mansión después de que un globo y confeti aparecen en su propiedad, mientras la niebla que lo rodea comienza a levantarse.
En otro lugar, la presentadora de televisión Margaux Needler, que está construyendo una comunidad planificada perfecta llamada "Asimilación" para que su programa tenga un final de temporada exitoso, descubre el hogar de la familia Addams y se decide a deshacerse de la ciudad cuando la familia se niega a cambiar. Wednesday se encuentra con la hija abandonada de Margaux, Parker, y convence a Morticia de que la deje asistir a la escuela secundaria. Pugsley lucha con las complicadas tradiciones y la presión de su Mazurca, incluso con la guía de Gomez y el tío Fester. La abuela llega a la casa para el evento.
En la escuela, Wednesday defiende a Parker y a sus amigas gemelas Layla y Kayla de la matona de la escuela llamada Bethany y se hace amiga de ellas después de que ella resucita algunas ranas muertas y les ordena atacar a Bethany. Más tarde, las dos discuten sus frustraciones y cambian sus hábitos de vestimenta: Parker se vuelve más gótica y Wednesday se viste con más color, para sorpresa de sus dos madres. Después de una discusión con Morticia, Wednesday decide huir en secreto y quedarse con Parker por un tiempo, lo que Pugsley le dice a Morticia sin darse cuenta.
Wednesday y Parker descubren una habitación secreta debajo de la casa de Parker que revela que Margaux ha colocado cámaras ocultas en cada casa que diseñó en la ciudad y ha estado difundiendo rumores sobre la familia Addams a través de las redes sociales, alegando que son monstruos. Margaux atrapa a las dos y las encierra en el ático, pero Wednesday las libera. Margaux reúne a una multitud enojada para atacar la mansión justo cuando el primo Itt y todo el clan Addams llegan a Mazurca de Pugsley. Incluso la hermana de la abuela, Sloom, asistirá para juzgar el evento.
Durante el Mazurca, Pugsley falla miserablemente frente a toda la familia, pero Gomez le asegura que, sin embargo, es un Addams. La mafia llega arrojando rocas, dañando severamente la mansión y atrapando a la familia dentro. Pugsley usa su amor por las bombas y la destrucción para defender a su familia y logra destruir el fundíbulo de la mafia. Wednesday y Parker se unen y ayudan a todos a salir de los escombros de forma segura con la ayuda del árbol vivo Ichabod.
Cuando Margaux intenta tomar el control una vez más, su traición se revela a la gente. Ven que los Addams no son monstruos, sino una familia, y Wednesday declara que todos son extraños a su manera. El agente de Margaux, Glenn, lleva un mensaje de la red que indica que su programa ahora está cancelado porque Parker estaba transmitiendo en vivo todo el asunto con su teléfono. Cuando Fester llega a un compromiso con Margaux, los civiles de Asimilación se dan cuenta del error de sus formas.
Después de trabajar juntos para reconstruir la mansión, la familia Addams y los civiles de Asimilación viven en paz. Margaux se convierte en la socia comercial de Fester, vendiendo casas a los otros miembros del clan Addams y Pugsley completa su Mazurca. 
La película termina con una recreación animada de la introducción del programa de televisión de 1964.

## Reparto

### Estados Unidos
- Oscar Isaac como Gomez Addams.
- Charlize Theron como Morticia Addams.
- Chloë Grace Moretz como Wednesday Addams.
- Finn Wolfhard como Pugsley Addams.
- Nick Kroll como Fester Addams.
- Snoop Dogg como Cousin Itt.
- Bette Midler como Abuela Addams.
- Allison Janney como Margaux Needler.
- Elsie Fisher como Parker Needler.
- Martin Short como Abuelo Frump.
- Catherine O'Hara como Abuela Frump.
- Aimee Garcia como Denise.
- Tituss Burgess como Glenn.
- Jenifer Lewis como Tía Sopor.
- Chelsea Frei como Bethany

### Hispanoamérica
- Pisano como Homero Addams
- Susana Zabaleta como Morticia Addams
- Gloria Aura como Merlina Addams
- Carlos Siller como Pericles Addams
- Carlo Vázquez como Tío Lucas
- Rubén Moya como Largo
- Erica Edwards como Abuela Addams
- Azucena Cierco como Margaux Needler
- Itzel Mendoza como Parker Needler
- Rebeca Manríquez como Tía Sopor

### Coros adicionales
- Nicole Florencia
- Carlo Vázquez
- Luis Fernando Orozco
- Mariana Magaña
- Liam Salas Villalba
- Amanda Flores
- Samuel Vega Ortiz
- Andrea Arruti
- Marc Winslow

- Nicole Florencia
- Carlo Vázquez
- Luis Fernando Orozco
- Mariana Magaña
- Liam Salas Villalba
- Amanda Flores
- Samuel Vega Ortiz
- Andrea Arruti
- Marc Winslow

## Producción
En 2010, después de que Illumination Entertainment adquirió los derechos de los cómics de The Addams Family, comenzaron a trabajar en la película en Universal Pictures como una animación stop-motion dirigida por Tim Burton y producida por Chris Meledandri. Sin embargo, después de que se detuvo el desarrollo, en 2013, Metro-Goldwyn-Mayer Pictures anunció que producirían la película animada basada en los cómics de The Addams Family, con Pamela Pettler escribiendo el guion. En junio de 2019, se anunció que Bron Creative está cofinanciando la película con MGM como parte de un acuerdo de cofinanciación de varias imágenes con el estudio. En octubre de 2017, se anunció que la película sería dirigida y producida por Conrad Vernon. Gail Berman, Alex Schwartz y Alison O'Brien también produjeron la película, y Matt Lieberman escribió el guion terminado, con una historia de crédito para Lieberman, Rivinoja y Vernon. La película fue animada por Cinesite Studios, con Tabitha Shick supervisándola para MGM. En diciembre de 2017, se informó que Oscar Isaac estaba en conversaciones para expresar el papel de Gomez Addams en la película. En junio de 2018, Isaac fue elegido oficialmente, junto a Charlize Theron, Allison Janney, Bette Midler, Chloë Grace Moretz, Finn Wolfhard y Nick Kroll. En julio de 2018, Aimee Garcia se unió al elenco de voces, y en agosto de 2018, también se agregó a Elsie Fisher. En noviembre de 2018, Catherine O'Hara y Martin Short fueron agregados como padres de Morticia, y en agosto de 2019, Snoop Dogg, Tituss Burgess y Jenifer Lewis se unieron como Primo Itt, Glenn y Great Auntie Sloom, respectivamente.

## Música y banda sonora
Migos, Snoop Dogg y Karol G grabaron una canción para la película llamada "My Family", que se lanzó el 13 de septiembre de 2019, mientras que Christina Aguilera lanzó la canción "Haunted Heart", de la banda sonora de la película, el 27 de septiembre de 2019. HeathisHuman creó una versión actualizada del tema de la franquicia que se reproduce al final de la película.

## Estreno

### Estreno teatral
La película fue estrenada en cines por Metro-Goldwyn-Mayer a través de United Artists Releasing en los Estados Unidos el 11 de octubre de 2019 con Universal Pictures manejando los derechos internacionales. Anteriormente se estableció para el 18 de octubre de 2019 antes de pasar al 11 de octubre de 2019 para evitar la competencia directa con Maleficent: Mistress of Evil.

### Marketing
Metro-Goldwyn-Mayer lanzó la película con una campaña de promoción global de $150 millones, la más grande fuera de su franquicia 007.

## Recepción

### Taquilla
A fecha de 5 de enero de 2020, The Addams Family ha recaudado $98 millones en los Estados Unidos y Canadá y $102,5 millones en otros territorios para un total mundial de $200,5 millones.
En los Estados Unidos y Canadá, la película se estrenó junto a Gemini Man y Jexi y se proyectó que recaudaría entre 28 y 30 millones de dólares de 4 007 salas en su primer fin de semana. La película ganó $9,7 millones en su primer día, incluidos $1,25 millones de los avances de la noche del jueves. Luego debutó con $30,3 millones, terminando segundo detrás de Joker. Ganó $16,3 millones en su segundo fin de semana, $12 millones en el tercero y $8,2 millones en el cuarto, terminando cuarto, tercero y sexto, respectivamente.

### Crítica
En el sitio web de agregación de reseñas Rotten Tomatoes, la película tiene una calificación de aprobación del 43% y una calificación promedio de 5,23/10, basada en 144 reseñas. El consenso crítico del sitio web dice: «El reparto de voces y la animación llamativa de la familia Addams no son suficientes para superar su manejo de sacarina del material fuente deliciosamente oscuro». En Metacritic, la película tiene un puntaje promedio ponderado de 46 de 100, basado en 22 críticos, lo que indica «críticas mixtas o promedio». Las audiencias encuestadas por CinemaScore le dieron a la película una calificación promedio de «B +» en una escala de A + a F, mientras que PostTrak informó que los niños y los padres le dieron 4 y 3.5 de 5 estrellas, respectivamente.

## Secuela
Después del exitoso fin de semana de estreno de la película, se anunció el 15 de octubre de 2019 que una secuela de la película se estrenaría el 22 de octubre de 2021, titulada The Addams Family 2. Greg Tiernan y Conrad Vernon regresaron para dirigir esta película.